# Bentwoud
Het Bentwoud is een jong natuur- en recreatiegebied in de Nederlandse provincie Zuid-Holland, gelegen tussen Zoetermeer, Benthuizen, Boskoop en Waddinxveen. Het is aangelegd door de provincie Zuid-Holland en in gezamenlijk eigendom van zowel de provincie als Staatsbosbeheer. Het beheer van het Bentwoud wordt door Staatsbosbeheer uitgevoerd.
De eerste percelen van het Bentwoud zijn in 2000 aangelegd. Ruim twintig jaar later zijn meer dan 2,5 miljoen bomen en struiken geplant en is 80 kilometer aan wandel- en fietspaden aangelegd. Het is een gevarieerd landschap, waarbij bomen, struiken, moerassen en open ruimten elkaar afwisselen. Veel sloten in het gebied hebben een natuurvriendelijke oever. Het Bentwoud is met ruim 800 hectare het grootste aaneengesloten bosgebied in de Randstad.

## Geschiedenis

### Planvorming
Op 4 december 1990 presenteerde provincie Zuid-Holland het beleidsplan Natuur- en Landschap.
Onderdeel van het plan was dat de provincie een actiever natuur- en landschapsbeleid zou gaan voeren.
Daarbij werd gedacht aan grote groengebieden waaronder een bos van 2000 hectare ten oosten van Zoetermeer.
Het geplande bos, dat door de provincie het Bentwoud werd genoemd, zou het groene hart moeten afschermen van Zoetermeer en Rotterdam.
De voorkeur ging uit naar een compact bos waarbij de kans voor natuurontwikkeling het grootst zou zijn.
De kosten werden geraamd op 175 miljoen gulden.
In 1992 is een programma van eisen opgesteld voor het Bentwoud. Het plan was om een kernbos te realiseren met een verbindingszone tussen het Bentwoud en de Rottemeren.
De totale oppervlakte zou komen 2100 hectare. Daarvan zou 1600 hectare door de overheid worden gefinancierd en de rest van het geld zou moeten komen van particuliere financiers.
Dat er voor een bos is gekozen en niet bijvoorbeeld voor een moeras of een uitgestrekt veenweidegebied had verschillende redenen. Het Bentwoud moest een verbinding gaan vormen tussen de binnenduinrandbossen (de landgoederen), de Veluwe en de Biesbosch en daarmee de zogeheten ecologische hoofdstructuur verbeteren.
Een andere reden was dat bossen gewilde recreatiegebieden zijn. Een derde reden om voor een bos te kiezen was dat bos een prima wapen is tegen verstedelijking. De weerstand tegen het kappen van bomen voor stadsuitbreidingen is gewoonlijk groot.
Vanuit de agrarische sector was veel protest tegen de komst van het Bentwoud. Veel boerenbedrijven zouden moeten gaan verdwijnen. In 1993 verenigde de 200 betrokken akkerbouwers zich in de Agrarische Commissie Bentwoud met als doel de komst van het woud tegen te houden. De commissie vond het onbegrijpelijk dat het rijk en de provincie 'de beste akkerbouwgrond' van Nederland improductief wilden maken.
Ook de Nederlands Christelijk Werkgeversorganisatie (NCW) had scherpe kritiek op de aanleg van het Bentwoud. Zij vreesde dat de werkgelegenheid in gevaar zou komen als bedrijven niet meer door konden groeien. De NCW stelde voor om in ieder geval een deel van het aan te leggen bos te reserveren voor toekomstige bedrijfsterreinen.

### Alternatief plan Bentveld
Begin 1994 werd het platform Bentveld opgericht. Het platform wilde een alternatief voor het Bentwoud bieden waarin de agrariërs hun bedrijven konden blijven behouden.
Het alternatieve plan was om verspreid over het gebied, het Bentveld, moerassen en rietkragen aan te leggen, terwijl de boeren toonaangevend zouden blijven in de polder. Rond akkers zouden dan wandelpaden kunnen worden aangelegd. Het Bentveld werd op 29 miljoen gulden begroot en dat was aanmerkelijk minder dan de 200 miljoen die het Bentwoud moest gaan kosten.
Op 31 maart 1995 werd besloten om de oorspronkelijke opzet voor een kernbos van 1000 hectare te handhaven. Van de ecologische verbindingszones (groenstroken die het bos met andere natuurgebieden verbinden) werd voorlopig 240 hectare geschrapt.
Het plan Bentveld werd grotendeels verworpen. Wel werd het voorstel uit het plan meegenomen om de oeverzones en routes buiten het bosgebied aan te leggen.
Eind 1995 Bureau Beheer Landbouwgronden (BBL) heeft de eerste stukjes grond gekocht.
Verkoop van de grond verliep echter langzaam.

### Eerste boom
In 1999 was inmiddels 47 hectare grond aangekocht langs de Hoogeveenseweg (N209) in Benthuizen. Op 10 december van dat jaar werd symbolisch de eerste boom geplant. Die aanplant was het feestelijke begin van het Bentwoud en werd omlijst met verschillende festiviteiten. In het plantseizoen maart/april 2000 werden vervolgens 80.000 boompjes aangeplant op aangekochte grond.
Daarna stagneerde de aanplant.

### Alternatief plan Bentwad
In 2002 lanceerden historisch geograaf Hans Smit en architect Jan van Leeuwen hun plan voor de aanleg van een waterrijk Bentwad als alternatief voor het Bentwoud. De bedenkers van het plan vonden de aanleg van een groot bos achterhaald. Ook constateerden zij dat de aankoop van grond maar nauwelijks lukte door de lage grondprijs. Verder merkten zij op dat door de toenemende wateroverlast de vraag naar waterberging gegroeid was. In het plan Bentwad, vernoemd naar de Waddenzee, zou veel ruimte komen voor water. Dat zou het gebied economisch aantrekkelijk maken, waardoor de grondprijs zou stijgen en het gemakkelijker zou zijn de grond te verwerven. Ook zou het Bentwad de oplossing zijn voor de dreigende wateroverlast.
Het waterschap Wilck en Wiericke en het hoogheemraadschap van Rijnland waren voorstanders van het alternatieve plan. Zonder nieuwe mogelijkheden voor waterberging konden zij het water in de provincie amper nog kwijt.
Het plan Bentwad werd door de Deelgebiedscommissie Bentwoud afgewezen. Wel zou in de aangepaste plannen voor het Bentwoud in het oostelijke gedeelte van het bos meer ruimte voor water komen. Hoeveel hectare water dat zou worden, moest nog nader onderzocht worden. Wel stond vast dat het water toe zou nemen en het waterpeil in het hele gebied hoger moest worden.
In 2003 werd de aanplant van het bos hervat, nadat deze bijna drie jaar had stilgelegen. De oorzaken waren de stagnerende grondaankoop en de te hoge prijs die voor het aanplanten gevraagd werd. Er werden dagelijks weer zo'n 5000 bomen per dag ingeplant. In de 'oerkern' van het bos werden prikkelstruiken geplant om op termijn de bomen te beschermen tegen galloways en andere 'grote grazers'.
Op 17 oktober 2009 werd het Nationaal KinderBomenBos geopend met het aanplanten van twaalf witte abelen. Vanaf 2015 planten hier familieleden bomen om de geboorte van kinderen te vieren of ter herinnering aan overleden kinderen.

### Bezuinigingen
Op 18 juni 2009 maakte de provincie Zuid-Holland bekend dat er wegens geldgebrek voorlopig geen bomen meer zouden worden geplant in het Bentwoud. Ook van het kabinet kwam er minder geld voor de ontwikkeling van landelijke gebieden.
In 2010 heeft Kabinet-Rutte I 600 miljoen euro bezuinigd op het Investeringsbudget Landelijk Gebied. Het plan voor het Bentwoud werd aangepast en dit had ernstige gevolgen voor het bos. De natuurkern zou niet worden gerealiseerd en het gebied zou niet langer deel uitmaken van de Ecologische Hoofdstructuur (EHS).
Op 10 oktober 2012 hebben Provinciale Staten het Uitvoeringsprogamma Groen (2013), onderdeel van de Beleidsvisie Groen vastgesteld.
Met dit besluit waren belangrijke voorwaarden voor de afronding van het Bentwoud vastgelegd.
Het besluit had als gevolg dat het Bentwoud wordt verkleind tot de Driehoek Benthuizen, Kernbos Rijnwoude en het noordelijke deel van Waddinxveen en werd de omvang verkleind van 1300 tot ruim 800 hectare. De waterbergingsopgave in het Waddinxveense deel is vervallen.
Het Bentwoud werd verder ontwikkeld volgens het Basisgroeimodel Bentwoud.
Verschillende particulieren en bedrijven hebben bijgedragen aan het Bentwoud met de inrichting en beheer van stukken bos, donatie van banken of een bijdrage aan educatieprogramma’s. Zo zijn het BP Bos van het Bentwoud en het Avatarbos tot stand gekomen. De ASN Bank heeft in het Sponsorbos bijna 10 hectare bos laten planten.
Op 12 maart 2013 is gestart met de aanleg van het Landgoed Bentwoud.
Het landgoed is particulier eigendom en maakt integraal deel uit van het Bentwoud.
Het is 10 hectare groot en grotendeels voor het publiek toegankelijk.

### Opening Bentwoud
In 2016 was de basisinrichting van het Bentwoud afgerond. Op 18 juni van dat jaar werd het bos
feestelijk geopend met het Bentwoud Festival. Op die dag vonden er allerlei activiteiten en festiviteiten plaats.
Na afronding van de basisinrichting is het Bentwoud verder doorontwikkeld. In 2022 heeft Staatsbosbeheer in samenwerking met het Gebruikersplatform Bentwoud het Advies Ontwikkelperspectief Bentwoud gepresenteerd. Hierbij is ingezet op de volgende thema's: 'Recreatief gebruik', 'Natuur en landschappelijke waarden' en 'Bereikbaarheid en toegankelijkheid'.

### De Dag van het Bentwoud
De provincie Zuid-Holland en Staatsbosbeheer organiseerden op 28 juni 2025 de Dag van het Bentwoud: een kleinschalig festival met sportieve en recreatieve activiteiten op het nieuwe evenemententerrein in het Bentwoud. Het festival stond in het teken van het 25-jarig bestaan van het recreatiegebied en had als thema 'Beleef het Bentwoud'. Deze dag kon iedereen kennismaken met het gebied, de natuur aldaar en de recreatiemogelijkheden die het biedt.
Met deze activiteiten lieten de provincie Zuid-Holland en Staatsbosbeheer zien welke groei het Bentwoud in de afgelopen 25 jaar heeft doorgemaakt. Samen met het Gebruikersplatform Bentwoud is gestreefd het gebied zo goed mogelijk af te stemmen op de wensen van de gebruikers binnen het vastgestelde ontwikkelperspectief. Met het ondertekenen van de hernieuwde samenwerkingsafspraken bezegelde gedeputeerde Anne Koning, namens het Bestuurlijk Overleg, en voorzitter van het Gebruikersplatform Bentwoud, Frank van Aken, de samenwerking.

## Sponsoring

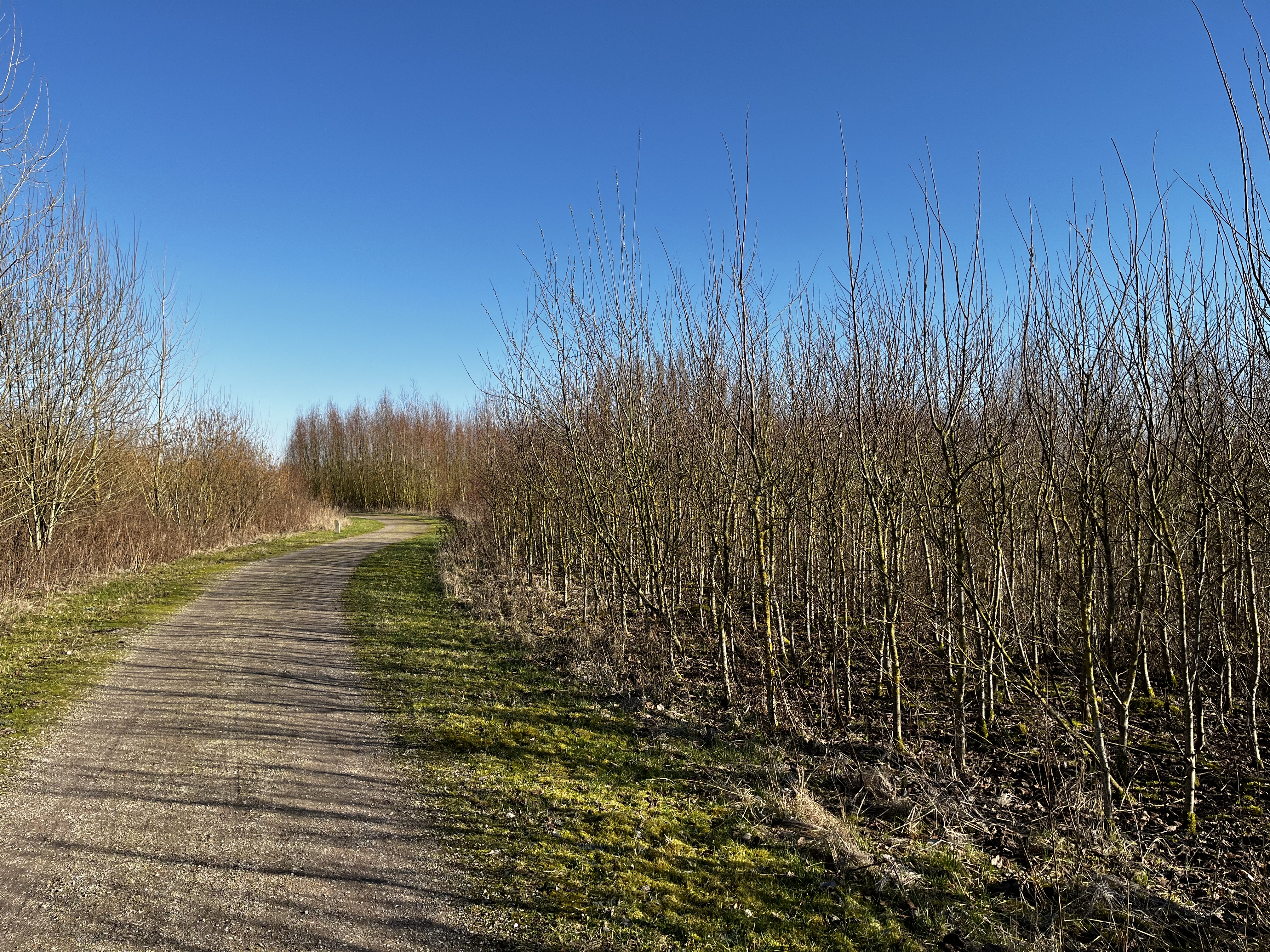
Sponsorbos Bentwoud; 2023

Het Basisgroeimodel Bentwoud bood de mogelijkheid kwaliteitsimpulsen uit te voeren. Hiervoor werden private partijen uitgenodigd te participeren. De onderstaande bossen zijn hierbij tot stand gekomen.

### Krepel Group
In een gezamenlijk project hebben Krepel Group, Staatsbosbeheer en de Provincie Zuid Holland gezorgd voor de realisatie van een stukje Bentwoud. Op 3 juli 2012 hebben de betrokken partijen een sponsorovereenkomst getekend. Hiermee werd de aanleg en deels het onderhoud van 1 hectare bos met circa 4000 bomen zeker gesteld.

### Avatarbos
Op 29 maart 2012 is het Avatarbos geopend. Dit bos is gesponsord door de Amerikaanse filmregisseur James Cameron en filmmaatschappij 20th Century Fox. Staatsbosbeheer en de stichting wAarde werkten mee aan het project. In april 2011 is met de aanleg van het Avatarbos begonnen.

### BP Bos in het Bentwoud
Op 4 oktober 2012 opende ZKH Prins Carlos de Bourbon de Parme het BP Bos in het Bentwoud met het planten van de eerste boom. Prins Carlos deed dit in zijn functie van directeur van stichting INSID (Institute for Sustainable Innovation and Development). Daarna hebben schoolkinderen 800 bomen in het bos geplant.
BP Nederland heeft de inrichting en onderhoud van het 5 hectare grote bos gesponsord en levert een jaarlijkse bijdrage aan het educatieprogramma
NatuurWijs.

### Sponsorbos Bentwoud
Om meer bedrijven in de gelegenheid te stellen om sponsor te worden van een stuk bos heeft het Staatsbosbeheer heeft een terrein aangewezen als sponsorlocatie. Het gebied van 20 hectare ligt rondom de modelvliegbaan langs de Hoogeveense weg. Het Nationaal Bossenfonds dat helpt bij de organisatie, is een initiatief van Trees for All, Stichting Nationale Boomfeestdag en Staatsbosbeheer. Het Sponsorbos Bentwoud is mogelijk gemaakt met behulp van donaties als:
- ASN Bank
- Boomconsult
- Nationale-Nederlanden
- Xerox
- Vliegtickets.nl
- SC Jonson

De eerste bomen van het Sponsorbos Bentwoud zijn geplant op 24 november 2012 tijdens de sponsordag.

## Het Nationaal KinderBomenBos
Een bijzonder deel van het Bentwoud is het Nationaal KinderBomenBos. Tijdens de jaarlijkse Nationale Boomfeestdag kunnen
familieleden in dat bos bomen planten om de geboorte van kinderen te vieren of ter herinnering aan overleden kinderen.

## Kenmerken
Het Bentwoud wordt gekenmerkt als bosgebied met weidse uitzichten.
Die weidse uitzichten op de omliggende agrarische polders zijn met
name aan de randen van het Bentwoud, ten oosten van de HSL te beleven.
Een aantal ruimtelijke kenmerken van de oorspronkelijk agrarische polder
waarin het Bentwoud is aangelegd, is binnen het Bentwoud ook nog steeds zichtbaar.
Het slagenlandschap is te herkennen aan de rechtlijnige
slotenstructuur met veelal steile oevers en aan de lange
doorkijkjes tussen bosvakken. Het gebied is zeer afwisselend door de grote variatie aan
dichte delen en (half)open ruimtes en er is grote diversiteit aan boomsoorten.
De bijzondere natuur van het Bentwoud is voornamelijk in het
gedeelte ten oosten van de HSL te vinden. Hierin vormt de natte natuur langs
de brede watergang aan de zuidkant een bijzonder habitat voor
bijvoorbeeld de roerdomp. Verder naar het oosten is er meer natuur met hogere natuurwaarde en minder recreatie, waardoor dit gebied met name voor rustzoekers aantrekkelijk is.

## Gebruikersgroep Bentwoud
De gebruikersgroep Bentwoud (Vereniging Vrienden van het Bentwoud, in samenwerking met Staatsbosbeheer) werd in 2009 opgericht met als doel de betrokkenheid van burgers te vergroten, te adviseren over de inrichting en suggesties aan te dragen voor kwaliteitsverbetering bij het beheer. De provincie Zuid-Holland faciliteert de gebruikersgroep. De gebruikersgroep adviseert gevraagd en ongevraagd. In de eerste jaren is ze vooral gevraagd met de provincie Zuid-Holland en de Dienst Landelijk Gebied mee te denken over de invulling van het ontwerp op hoofdlijnen en de uitvoering daarvan. Nadat de aanleg van het Bentwoud was afgerond kon de gebruikersgroep met Staatsbosbeheer meedenken over de verdere ontwikkeling en het beheer van het gebied. Het gebruikersplatform heeft geen formele zeggenschap over de plannen en de uitvoering ervan.

## Fotogalerij

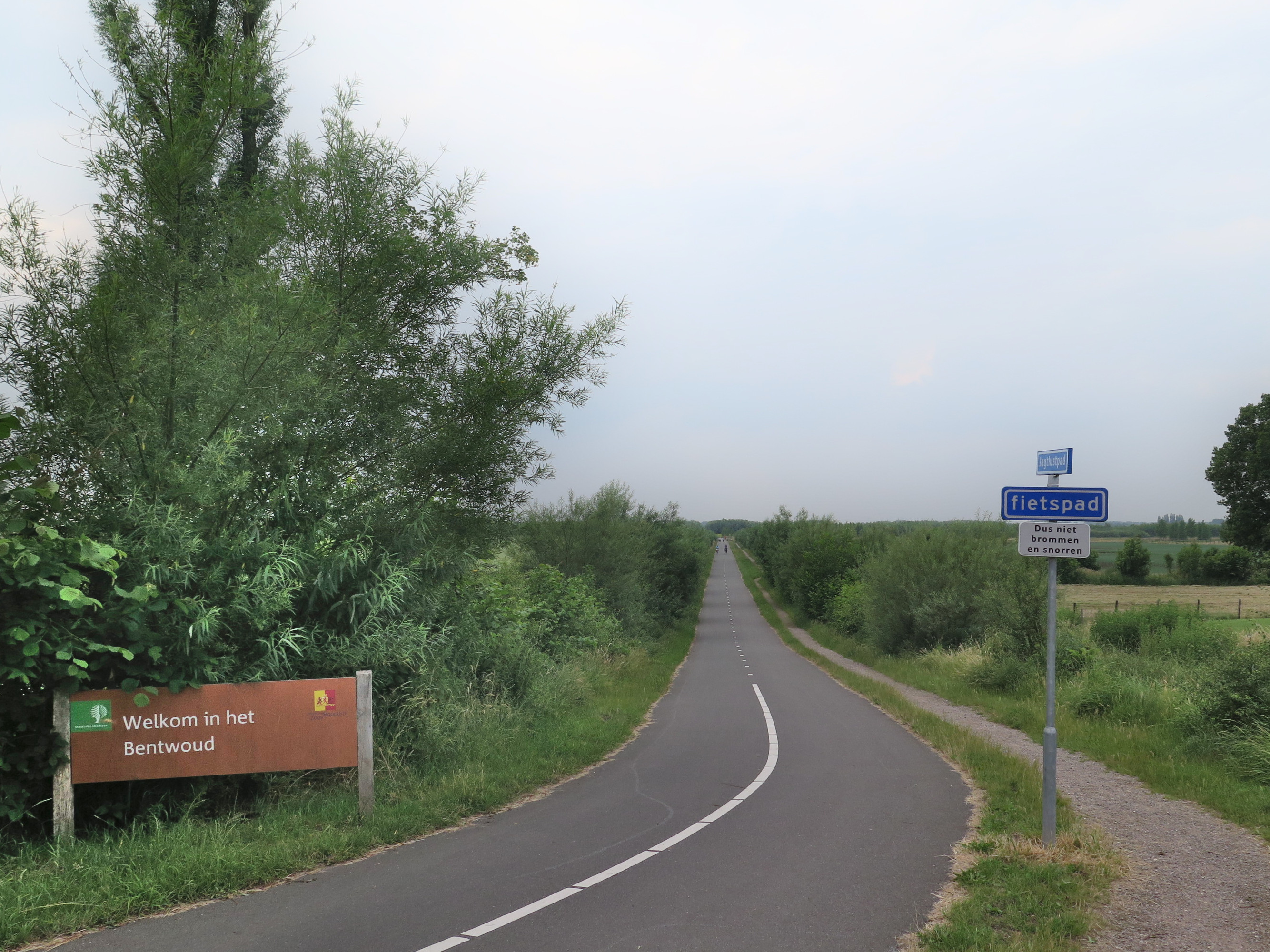
Ingang bij Boskoop
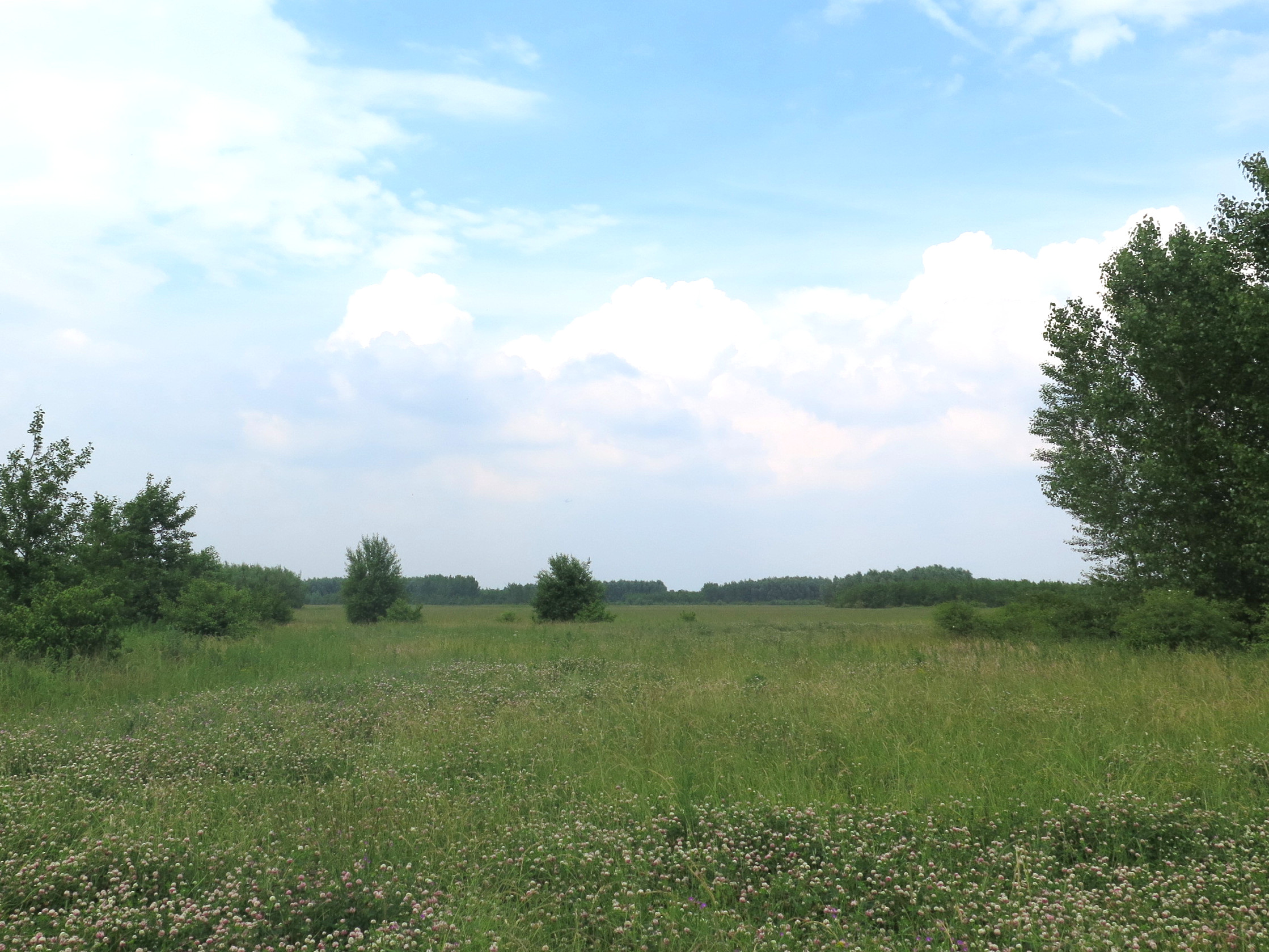
Gezien vanaf Landscheidingspad
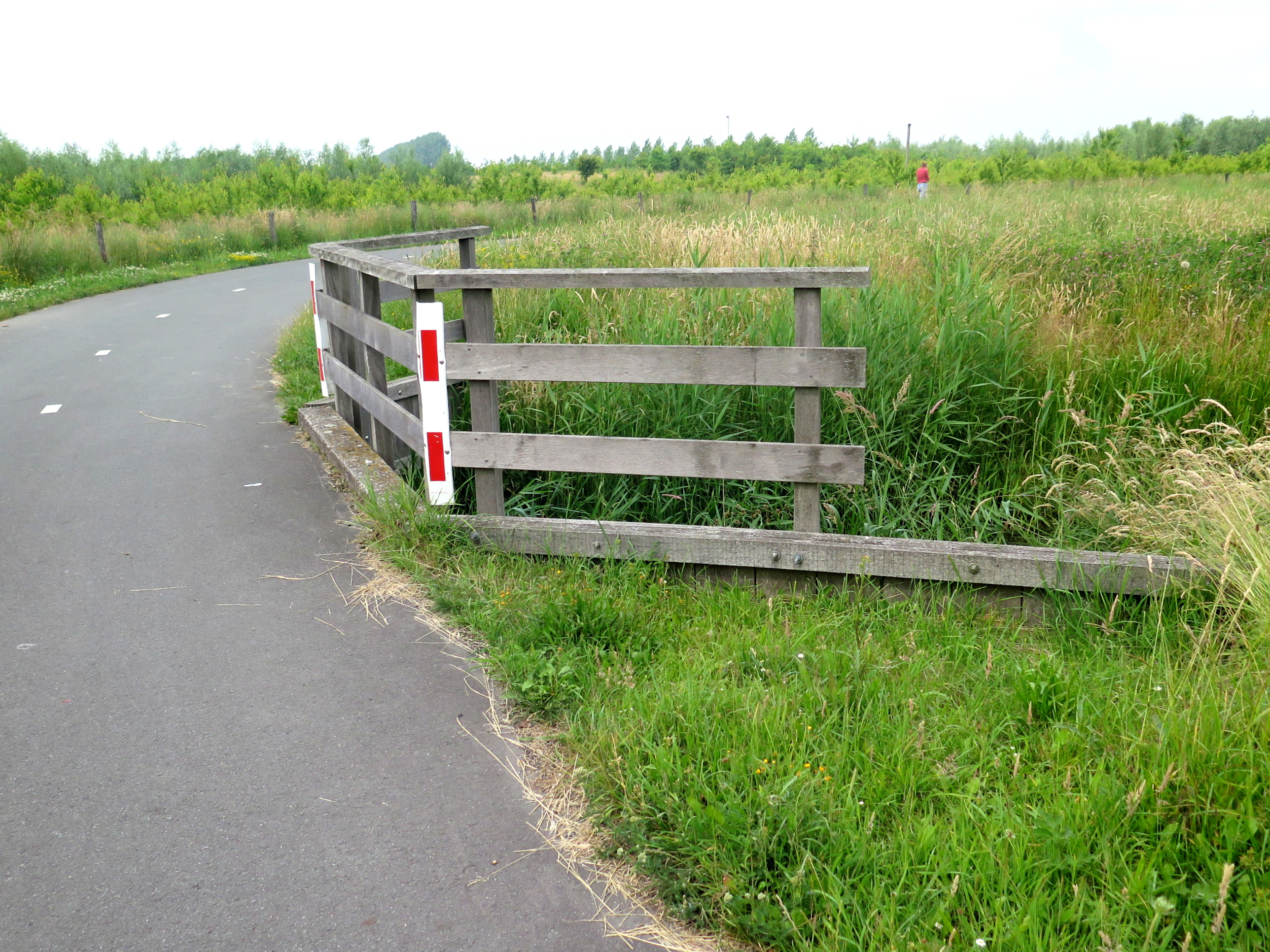
Achterofse Pad
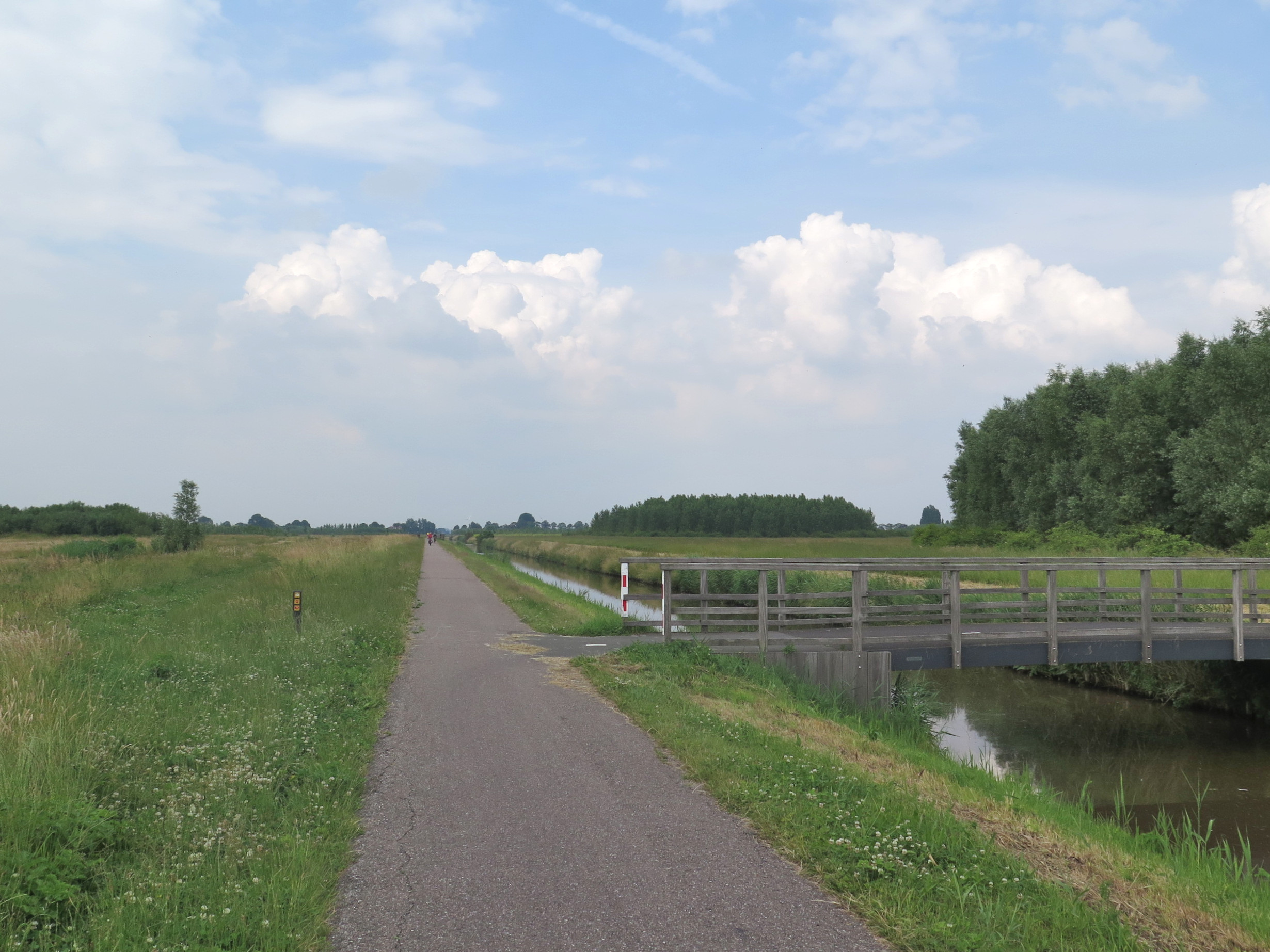
Schravenwildertpad
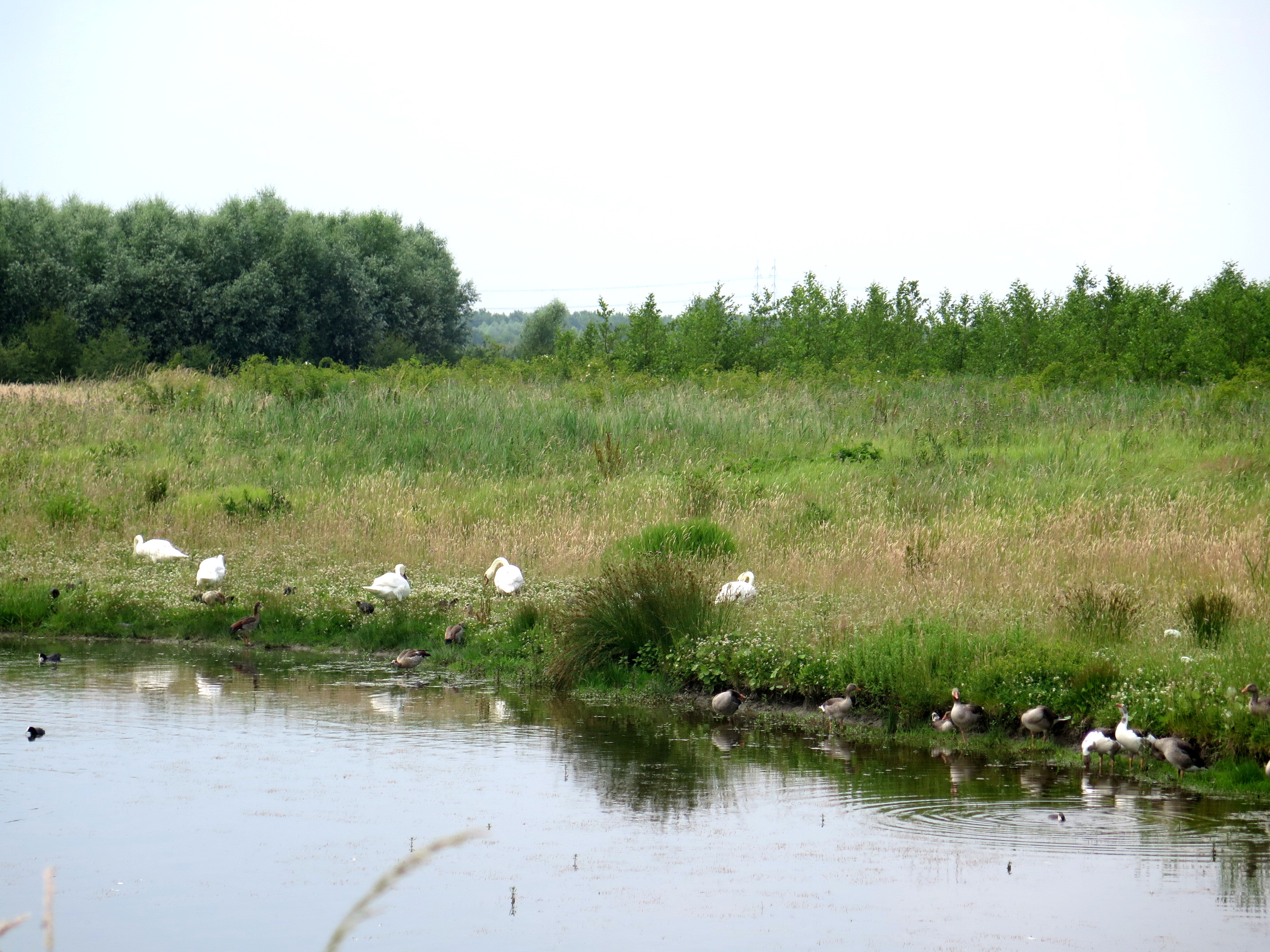
Gezien vanaf Bentwoudpad
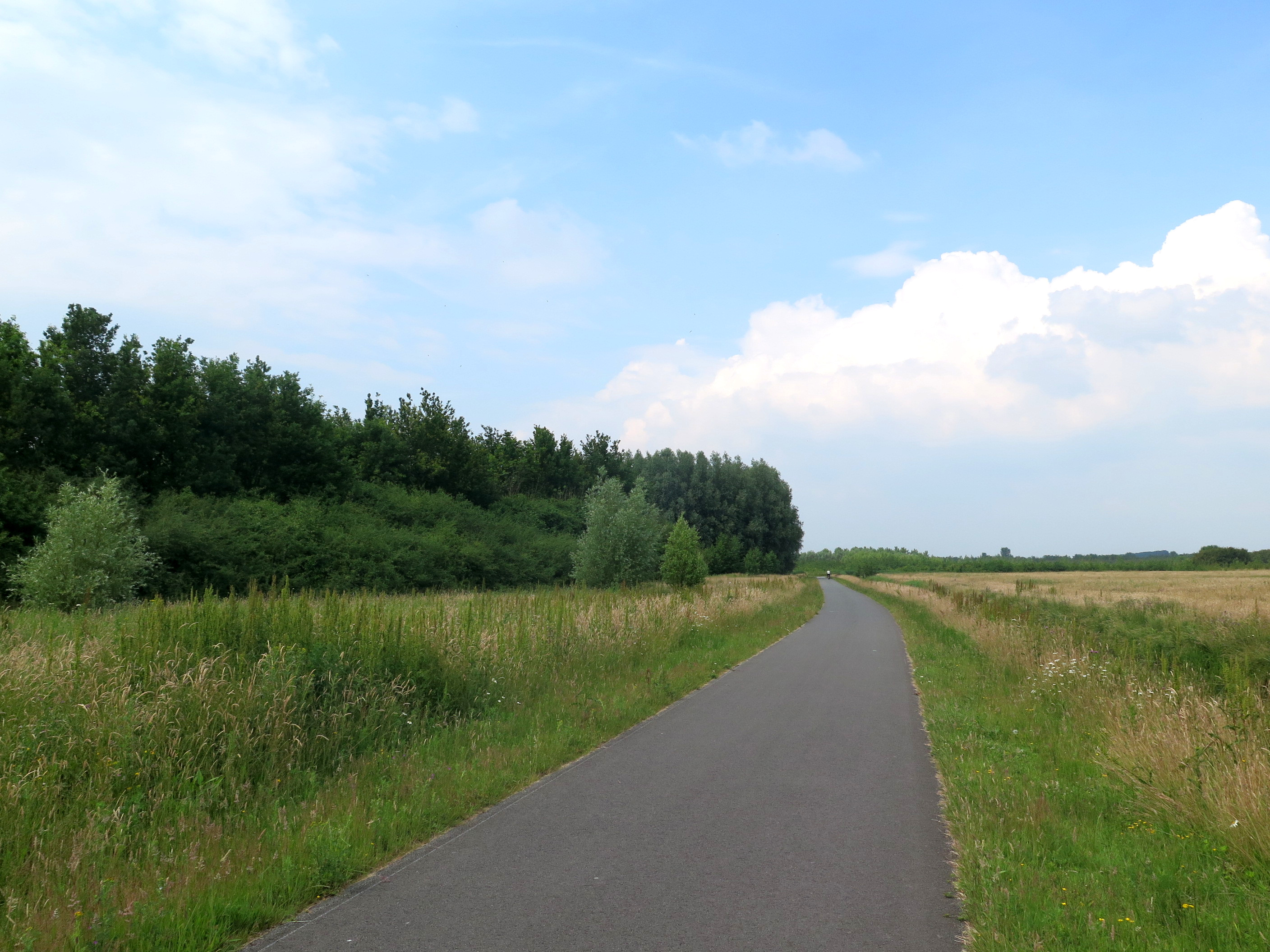
Juffrouw Jannenvaartpad